# Chiesa di San Carlo Borromeo (Brenzone sul Garda)
La chiesa di San Carlo Borromeo è la parrocchiale di Castelletto, frazione del comune sparso di Brenzone sul Garda, in provincia e diocesi di Verona; fa parte del vicariato del Lago Veronese-Caprino.

## Storia
La primitiva chiesetta di San Carlo Borromeo venne edificata tra il 1630 e il 1656 dai fedeli delle borgate di Castelletto, Biasa e Fasor; questo luogo di culto fu eretto a parrocchiale il 10 settembre 1680 con decreto del vescovo di Verona Sebastiano Pisani II.
Nel 1759, in seguito all'aumento della popolazione del borgo, la chiesa venne interessata da un ampliamento: ne risultò una struttura a pianta ottagonale, avente la facciata che guardava il Benaco.
L'edificio fu danneggiato nel 1823 da un incendio e tre anni dopo iniziarono i lavori di ripristino; nel 1838 venne eretta la torre campanaria.
Nel 1905 fu posta la prima pietra della nuova parrocchiale, voluta da monsignor Giuseppe Nascimbeni; la chiesa venne portata a compimento nel 1908 e consacrata il 9 maggio dello stesso anno dal vescovo Bartolomeo Bacilieri.
In ossequio alle norme postconciliari, nella seconda metà degli anni sessanta il luogo di culto fu dotato dell'ambone e dell'altare rivolto verso l'assemblea; successivamente, nel 1985 si provvide a rifare la copertura.

## Descrizione

### Esterno
La facciata a salienti della chiesa, rivolta a nordovest, è tripartita da paraste e presenta centralmente il portale d'ingresso, sormontato da una lunetta e protetto dal protiro, e una sacra raffigurazione, mentre ai lati si aprono due nicchie ospitanti le statue raffiguranti i Santi Francesco e Carlo Borromeo.
Annesso alla parrocchiale è il campanile a base quadrata; la cella presenta su ogni lato una monofora ed è coronata dalla guglia piramidale.

### Interno
L'interno dell'edificio si compone di un'unica navata, sulla quale si affacciano le cappelle laterali, ospitanti gli altari del Beato Giuseppe Nascimbeni, di San Carlo Borromeo, della Vergine, di Sant'Antonio da Padova, del Sacro Cuore e di San Giuseppe e introdotte da archi a sesto acuto, e le cui pareti sono scandite da paraste sorreggenti i costoloni che abbelliscono la volta; al termine dell'aula si sviluppa il presbiterio, rialzato di alcuni gradini, ospitante l'altare maggiore e chiuso dall'abside poligonale a tre lati.